# Канангская митрополия
Канангская митрополия (греч. Ιερά Μητρόπολη Κανάγκας) — епархия Александрийской православной церкви в центрально-южной части Демократической Республики Конго.

## История
Канангская митрополия была учреждена 26 ноября 2018 года с кафедрой в городе Кананга. Её территория была выделена из обширной Киншасской митрополии.
24 февраля 2019 года в Андреевском соборе города Кананги был настолован первый архиерей митрополии Феодосий (Цицивос).

## Архиереи
- Феодосий (Цицивос) (6 декабря 2018 — 12 января 2022)
- Харитон (Мусунгаи) (с 2 февраля 2022)